# Corynactis californica
Corynactis californica är en korallart som beskrevs av Oscar Henrik Carlgren 1936. Corynactis californica ingår i släktet Corynactis och familjen Corallimorphidae. Inga underarter finns listade i Catalogue of Life.

## Bildgalleri

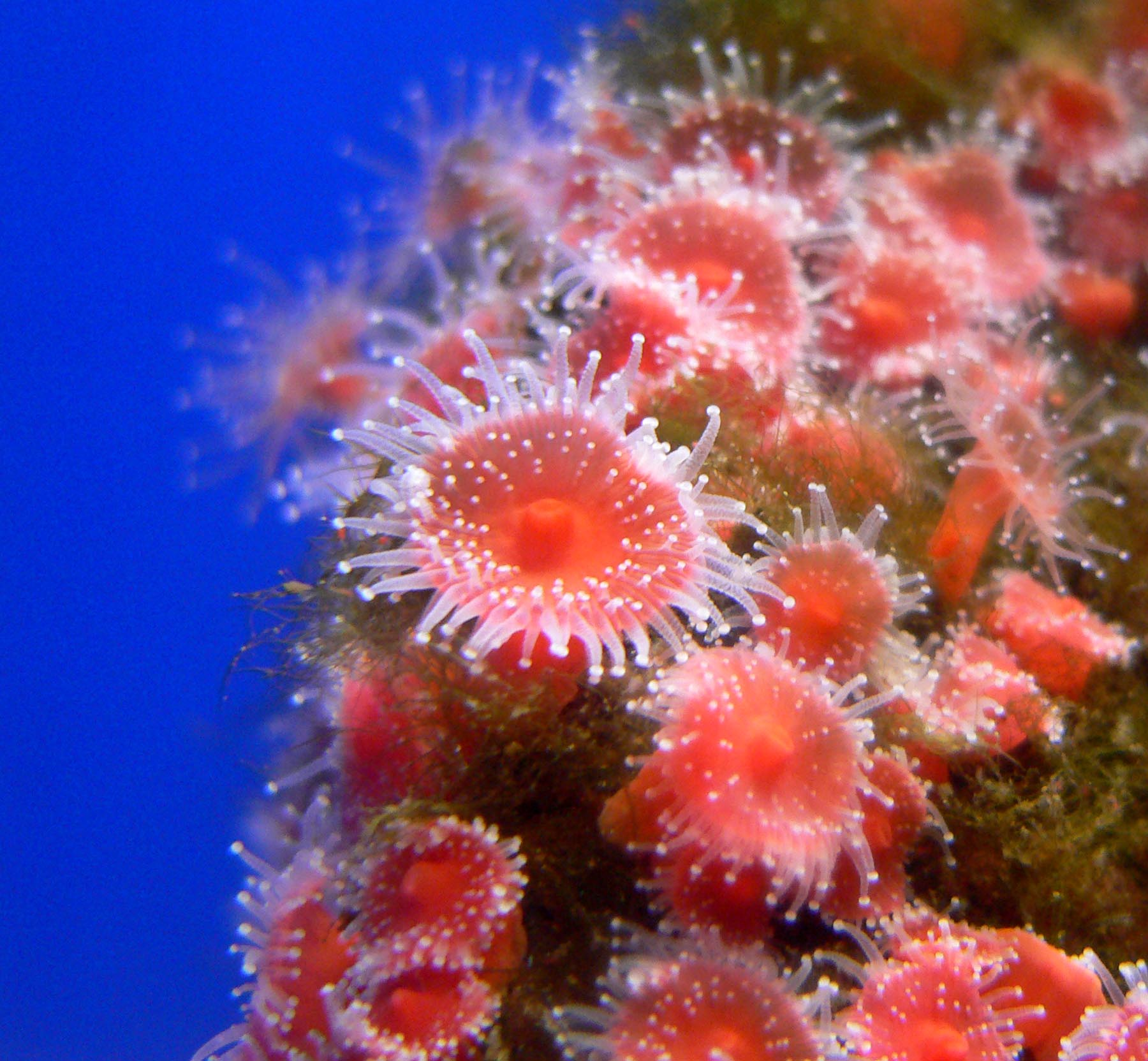
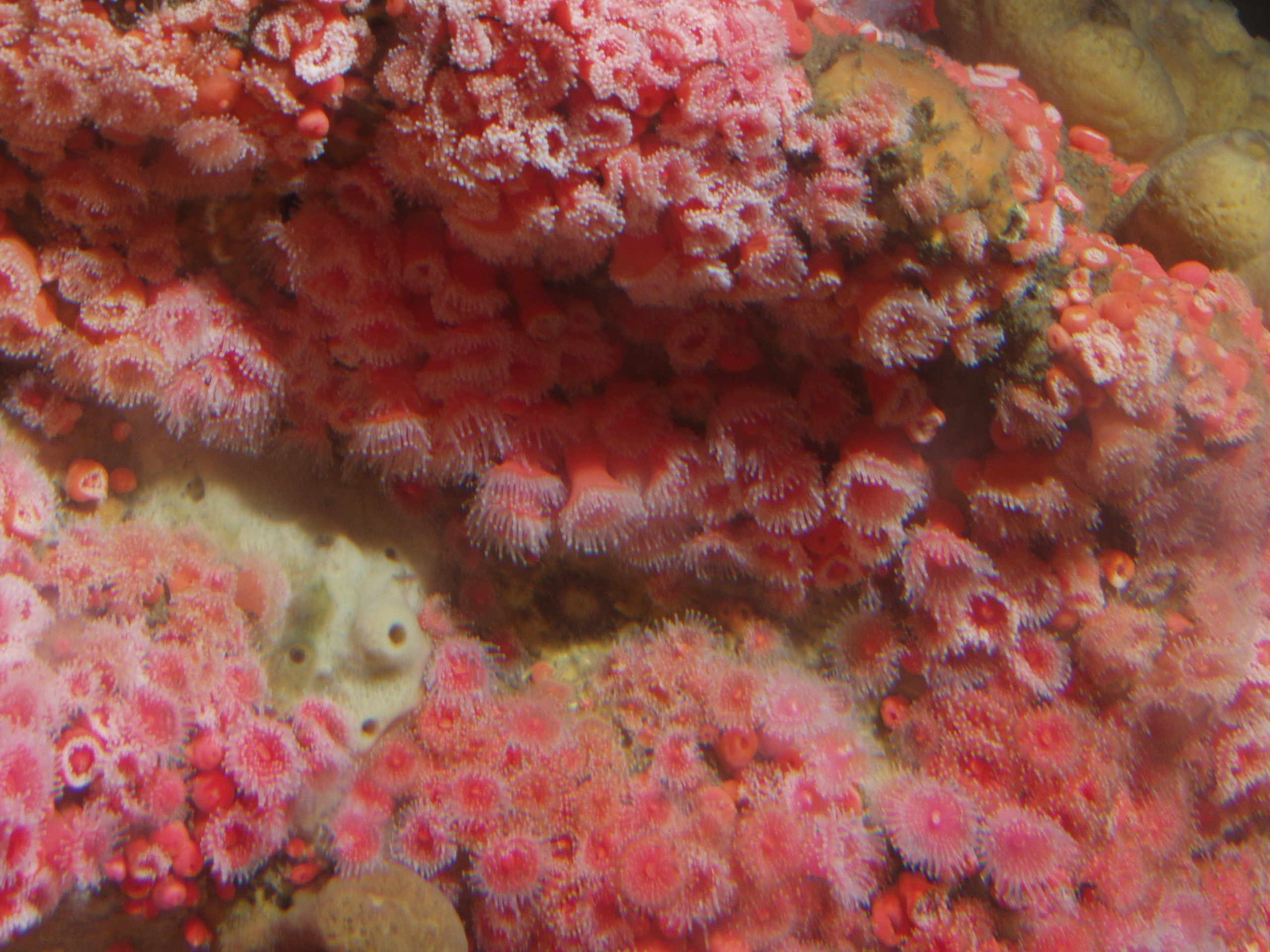
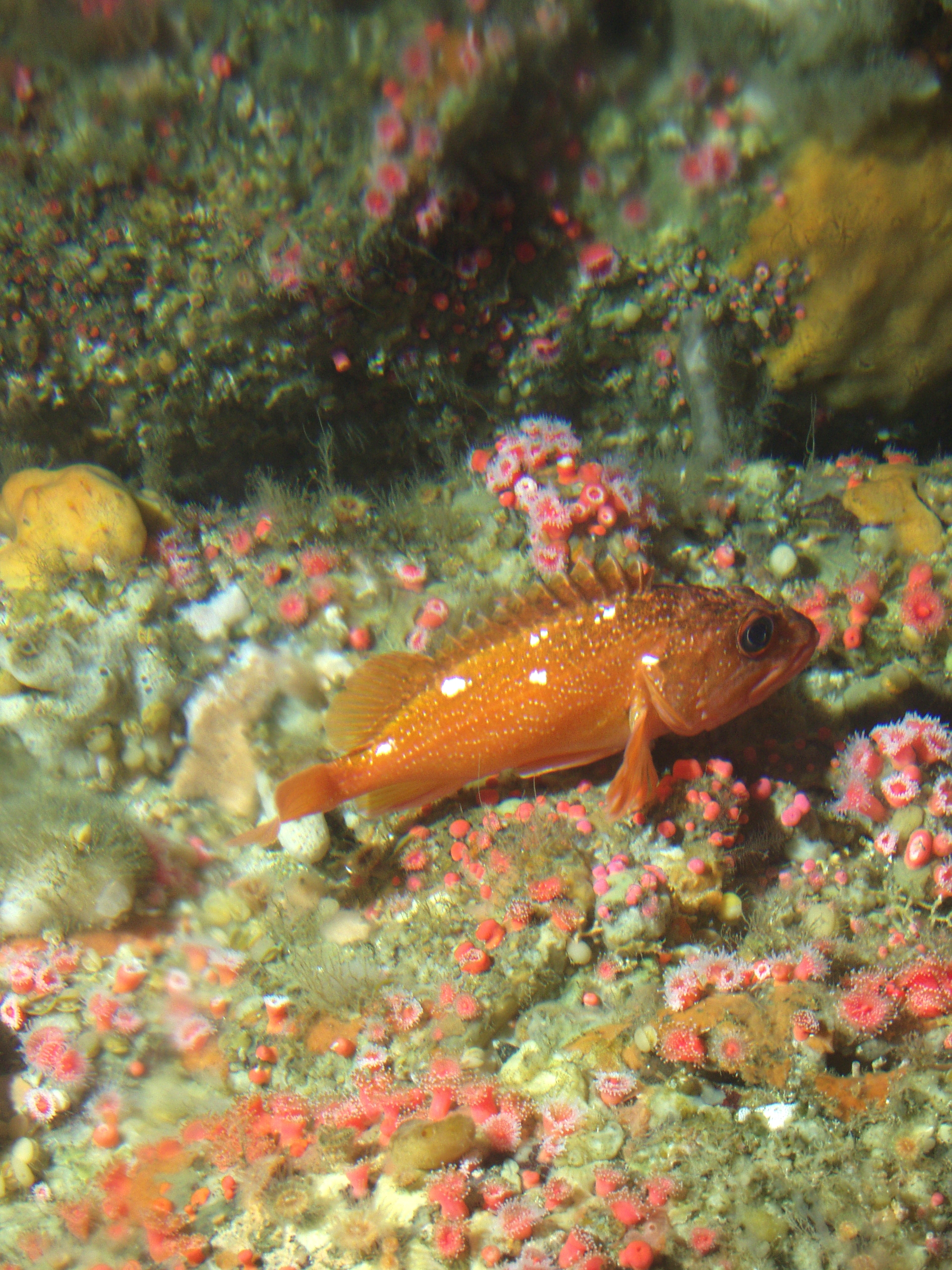